# Milier
Milier är keratinfyllda cystor strax under epidermis eller på gommen. Hos barn försvinner cystorna normalt av sig själva, men hos vuxna kan de behöva tas bort av en läkare.